# Servizio pubblico
Un servizio pubblico è un tipo di servizio reso alla collettività, oggettivamente non economico, secondo la disciplina dei vari ordinamenti giuridici.

## Caratteristiche

### Generalità
Il concetto di servizio pubblico è necessariamente connesso ad un riconoscimento giuridico dello stesso: va perciò inteso come servizio tutelabile dall'ordinamento non solo come semplice aspirazione della collettività, ma come bisogno primario da dover necessariamente soddisfare tramite azione legislativa. Ciò implica che si può ricorrere eccezionalmente a concessionari privati, ove la legge lo consenta e tale gestione può essere assoggettata a controlli più o meno stringenti.
È generalmente gestito ed erogato da una pubblica amministrazione, talvolta però l'esercizio può esser dato in concessione a privati, secondo le leggi vigenti.

### Principi giuridici
La qualificazione di un servizio come pubblico è derivante dalla disciplina e dalla legislazione statale, che lo qualifica come tale mediante disposizioni normative atte a favorirne la soddisfazione con gestione diretta o indiretta, ma è generalmente una valutazione non assoluta e suscettibile di variazione geografica e socio-economica. Ciò avviene perché il bisogno qualificato varia a seconda che il richiedente possa o meno trovarsi nella condizione di necessarietà, sufficiente a mettere in moto il meccanismo qualificativo.
Le conseguenze della qualificazione come servizio pubblico danno luogo a diversi principii individuati dalla giurisprudenza europea e dalle autorità di settore:
- Principio di doverosità: i pubblici poteri si fanno carico del compito di garantire l’erogazione del servizio;
- Principio di continuità: l’erogazione del servizio non può essere arbitrariamente interrotta;
- Parità di trattamento: gli utenti hanno tutti pari diritto ad accedere al servizio e ottenere prestazioni di eguale qualità;
- Principio di universalità: il servizio va garantito a prescindere dal reddito, dalla localizzazione e dalla fascia sociale (non discriminazione);
- Principio di economicità: il gestore del servizio deve essere posto in condizione di esercitare l’attività in modo imprenditoriale e conseguire un margine ragionevole di utile. Si ricollega indirettamente all’abbordabilità, espressione impropria con cui si è indicata la garanzia di usufruire del servizio ad un prezzo accessibile;
- Non obbligatorietà a svolgere direttamente il servizio: è prevista la possibilità di affidare direttamente o indirettamente ad un privato il soddisfacimento del bisogno riconosciuto dall'ente.

Rimarrà comunque di pertinenza dell'ente la fissazione di regole per lo svolgimento del servizio oltre alle tariffe e alla vigilanza sull'esatto svolgimento dello stesso.

## Tipologia
È possibile distinguere due categorie di servizi pubblici:
- A rilevanza economica: servizi che permettono, nella gestione degli stessi, una copertura tra costi e ricavi. Dunque, sono suscettibili di essere esercitati in forma imprenditoriale e si prestano a essere gestiti da privati in regime di concorrenza;
- Senza rilevanza economica: servizi che non consentono una copertura dei costi: le pubbliche amministrazioni si fanno carico degli oneri di fiscalità generale e del coinvolgimento dei privati che è solo eventuale e riguarda i gestori cui vengono erogati finanziamenti pubblici.

### Servizio sanitario
Un servizio sanitario è l'organizzazione di persone, istituzioni e risorse di uno Stato finalizzato a fornire servizi di assistenza sanitaria a tutela della salute della popolazione.

### Servizio  radiotelevisivo
Il termine servizio pubblico radiotelevisivo (Public Service Broadcasting o PSB) è stato elaborato per la prima volta nel Regno Unito da John Reith, manager della BBC.
Per servizio pubblico radiotelevisivo s'intende un servizio di trasmissioni radiotelevisive, prodotto dallo Stato (attraverso un ente o organizzazione pubblica) o da una impresa concessionaria, che garantisce imparzialità e completezza d'informazione, e la tutela delle varie componenti della società del proprio paese. La radiodiffusione pubblica, inoltre, punta a coltivare la qualità della propria audience attraverso programmi educativi e culturali. Per tale servizio valgono gli stessi principi degli altri servizi pubblici (eguaglianza, continuità e adattamento). Affinché il bacino di utenza sia il più ampio possibile, le trasmissioni di servizio devono essere disponibili su più piattaforme di trasmissione (per esempio digitale terrestre, satellite, cavo o IPTV per la tv; FM, AM o DAB per la radio). Il finanziamento del servizio pubblico radiotelevisivo varia da paese a paese.

## Nel mondo

### Italia
Una definizione indicativa (in quanto valida solo per la disciplina dello sciopero) dei servizi pubblici essenziali si trova nell'art. 1 della legge 12 giugno 1990 n. 146. Il costo dei servizi pubblici essenziali offerti dallo Stato ai suoi cittadini rientra nella voce del bilancio dello Stato sotto forma di spesa pubblica. Questo servizio è garantito dalla funzione statale.
Le autorità dell'energia e delle telecomunicazioni determinano il paniere dei servizi di consumo sottoposto al regime del tetto al prezzo, secondo quanto la legge 481/95 art. 2 co. 18 prevede per tutti i servizi di pubblica utilità. La prima delibera in questo senso è la 171/99. Nell'ambito dei servizi di trasporto pubblico locale, la legge 448/2001 stabilisce che le regioni adottino il metodo del prezzo orientato al costo, già introdotto con legge 481/95 per la generalità dei servizi pubblici.
Per quanto riguarda la regolazione qualitativa del rapporto fra fornitore e utenti, le fonti sono la disciplina del regolatore e le carte di servizio fra i singoli operatori e gli utenti. La legge 400/1988 (art. 5, co. 2, lett. e) ha delegato al Presidente del Consiglio dei Ministri il compito di adottare «le direttive per assicurare l'imparzialità, il buon andamento e l'efficienza degli uffici pubblici». Ad essa seguì la direttiva del PCM del 27 gennaio 1994, applicata anche ai servizi a carattere amministrativo come assistenza sanitaria, previdenza e istruzione. La direttiva era un atto di indirizzo politico, fattispecie giuridica che non è un atto amministrativo e nemmeno una fonte del diritto vincolante, ma che affermava sei principi fondamentali (eguaglianza; imparzialità; continuità; diritto alla scelta del prestatore del servizio; partecipazione degli utenti, accesso alle informazioni; efficienza ed efficacia) e due strumenti di attuazione (obbligo di adottare standard qualitativi e di valutazione della qualità dei servizi; rimborso per il mancato rispetto degli standard).

I principi di cui al d.P.C.M (direttiva del Presidente del Consiglio dei Ministri) del 1994 sono stati resi vincolanti con legge n. 273/95, poi D. Lgs. 286/99 (legge delega 59/1997) che è una fonte primaria e un atto avente forza di legge. Il decreto delega al Presidente del Consiglio il compito di emanare schemi di riferimento in ordine alle modalità di adozione delle Carte dei servizi pubblici e di adozione degli standard.
I gestori adottano tali Carte entro 120 giorni mediante atti di autoregolazione.
Ad esempio, in base al DPCM del 1995 recante gli schemi di riferimento per la Carta dei Servizi Energetici, l'Autorità ha adottato per l'energia (nel 1999) e per il gas (nel 2001)  gli atti amministrativi generali che impongono agli esercenti livelli generali (es. tempo di preventivazione per l'esecuzione dei lavori, fascia di puntualità per l'appuntamento con l'utente) e i livelli specifici di qualità definiti dagli operatori con relativo indennizzo per i casi di inadempienza. Similmente, un regolamento governativo convertito in d.P.R. n. 318/1997, in recepimento di norme comunitarie, ha delegato all'autorità per le telecomunicazioni il compito di emanare direttive concernenti i livelli generali di qualità dei servizi di telecomunicazioni (atti amministrativi generali) che obbliga gli operatori a pubblicare una carta del servizio recante l'indicazione degli standard minimi per ogni comparto di attività.